# Серебряный переулок
Сере́бряный переу́лок — тупиковая улица в центре Москвы, один из арбатских переулков, расположенный в одноимённом районе.

## Происхождение названия
Название Серебряный получил по проживанию здесь мастеров Старого государева серебряного (монетного) двора.
Однако в быту переулок называли по-разному: было название (XVIII век) — Мануков переулок по фамилии домовладельца Феодосия Семёновича Манукова — деда полководца А. В. Суворова (ему принадлежал дом ныне по Арбату № 12—14, тогда единое строение с большим двором вглубь переулка). Затем назывался Никольский или Явленский переулок — по стоявшей в переулке церкви Николы Явленного (построена в 1593 году, разрушена в 1931 году).

## Описание
Серебряный переулок начинается от Арбата напротив Староконюшенного переулка, проходит на север, справа к нему примыкает Кривоникольский переулок, заканчивается тупиком между домами 13 и 15 по Новому Арбату.

## Здания и сооружения

### По нечётной стороне

#### № 1
Здание напротив церкви построено в 1912 году архитектором Л. В. Стеженским. Принадлежало причту этой церкви, в нём предполагалось устроить «в память 300-летия царствования дома Романовых специальное помещение для религиозно-просветительных и благотворительных целей»/ В 1920—1930-х годах здесь жил академик АМН СССР, основоположник травматологии и ортопедии, профессор Н. Н. Приоров.

#### № 3
В конце XVIII века на этом месте стоял небольшой дом княжны А. М. Щербатовой, воспитывавшей здесь своих осиротивших племянников Петра и Михаила Чаадаевых. Через несколько лет дом перешёл к другим хозяевам, у которых в 1818—1822 годах снимал деревянный флигель один из первых русских балетмейстеров, мемуарист Адам Глушковский. Здесь же жил со своей семьёй драматический артист Павел Мочалов, а до покупки собственного дома в Староконюшенном переулке — комик Малого театра Василий Живокини. В 1905—1906 гг. композитор и дирижёр Московского Художественного театра Илья Сац организовал тут кружок «Музыка народов» и «Кружок художественных исканий». Рядом, в глубине участка, находится здание советской постройки (архитектор Н. А. Эйхенвальд, 1929).

#### № 5
Здесь жил и 20 декабря 1888 года скончался И. Н. Шатилов, один из инициаторов организации Петровской земледельческой и лесной академии. В 1920-х в этом доме жил архитектор И. В. Жолтовский.

### По чётной стороне

#### № 2
Здание занимают Департамент социальной защиты населения и комплекс социальной сферы. Здесь ранее находилась Церковь Николы Явленного. (Снесена в 1931 году). С 1936 по1962 располагалась московская средняя школа № 73.

#### № 4
, здание на углу с Кривоникольским переулком. До 1902 года на этом участке стоял дом, где осенью 1893 года после окончания консерватории и премьеры оперы «Алеко» квартировал у своих родственников молодой Сергей Рахманинов. По соседству проживал известный акушер-гинеколог Г. Л. Грауэрман.
В 1902 году на этом месте выросла хирургическая лечебница доктора медицины С. М. Руднева (архитектор Л. Н. Кекушев) — здание, сочетающее в себе стиль модерн с входившим в моду неоклассицизмом. Во время революции 1905 года здесь находился перевязочный пункт. В 1913—1939 годах здесь жил скульптор В. Н. Домогацкий; в 1920—1930-х — артисты Малого театра М. Ф. Ленин и В. Ф. Лебедев. Тут же в 1923—1929 годах находилось творческое объединение московских художников и графиков «Жар-цвет», в которое входили Н. Е. Лансере, М. А. Волошин, К. С. Петров-Водкин, А. Е. Архипов, Д. Н. Кардовский, Д. И. Митрохин, Е. С. Кругликова, В. А. Ватагин и др. В настоящее время — Центральный военный клинический госпиталь № 2 имени П. В. Мандрыка.

#### № 8
Ныне не существует; здесь жили: в 1844—1845 годах — поэт Н. М. Языков; в 1894 году — архитектор Д. Н. Чичагов; фольклорист и композитор В. П. Прокунин.